# کاتژینا زوهنووا
کاتژینا زوهنووا (چکی: Kateřina Zohnová؛ زادهٔ ۷ نوامبر ۱۹۸۴) بازیکن بسکتبال زن اهل جمهوری چک است. وی در بازی‌های المپیک تابستانی ۲۰۱۲ شرکت کرده‌است.